# Trichodorus petrusalberti
Trichodorus petrusalberti is een rondwormensoort uit de familie van de Trichodoridae. De wetenschappelijke naam van de soort is voor het eerst geldig gepubliceerd in 1988 door De Waele.